# Polyura fruhstorferi
Polyura fruhstorferi är en fjärilsart som beskrevs av Johannes Karl Max Röber 1895. Polyura fruhstorferi ingår i släktet Polyura och familjen praktfjärilar. Inga underarter finns listade i Catalogue of Life.